# Otto Spalding

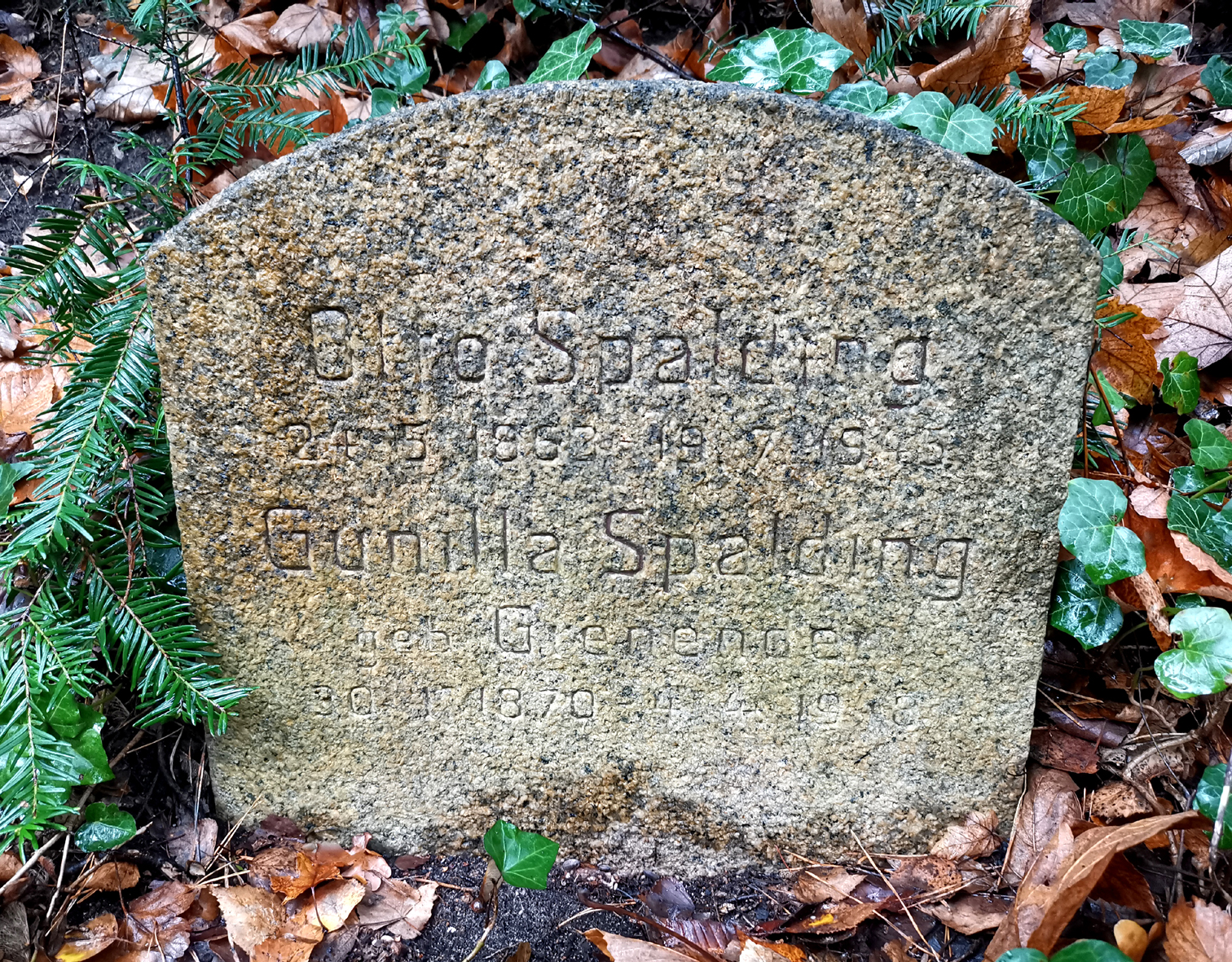
Grabstelle von Otto Spalding und Gunilla Spalding, geb. Grenander auf dem Friedhof Heerstraße in Berlin-Westend

Otto Spalding (* 24. Mai 1863 in Jahnkow, ein Ortsteil von Glewitz; † 19. Juli 1945 in Berlin; vollständiger Name: Otto Wilhelm Spalding) war ein deutscher Architekt und Baubeamter. Seine Bauten gehören überwiegend zum Jugendstil, und die noch erhaltenen stehen weitestgehend unter Denkmalschutz.

## Leben
Spalding stammte aus einer mecklenburgischen Familie, wahrscheinlich studierte er an der damaligen Technischen Hochschule Charlottenburg Architektur und blieb danach im heutigen Ortsteil Südende von Berlin wohnen. Im Adressbuch von Berlin und seinen Vororten des Jahres 1905 ist Otto Spalding als „Kaiserlicher Bauinspektor und Architekt“ mit einem Wohnhaus in der Bahnstraße 12, Südende eingetragen. Im Jahr 1920 erscheint er als „Post-Baurat“ unter der Adresse Berliner Straße 27, Südende. 1924 ist er „Ob. Baurat“ mit der gleichen Adresse. In den 1930er Jahren zog Spalding noch einmal um und zwar in den Hanstedter Weg 7, wo er als „Ob. Baurat a. D.“ bis an sein Lebensende wohnen blieb.
Ab den frühen 1890er Jahren trat Spalding mit Wettbewerbsentwürfen an die Öffentlichkeit. Er war bis März 1895 als königlicher Regierungsbaumeister in Berlin tätig und hatte um seine Entlassung aus dem Staatsdienst gebeten. Im Jahr 1896 machte er sich mit seinem Schwager Alfred Grenander selbständig, das gemeinsame Büro Spalding und Grenander bestand bis 1903.
1901 wurde Spalding zum Postbauinspektor ernannt, ab spätestens 1903 arbeitete er ausschließlich als Baubeamter in der Bauverwaltung der Reichspost am Bau von Post- und Telegrafenämtern in Berlin und seinen Vororten. Davon sind sieben noch erhalten. Sein Wirken wurde durch mehrfache Beförderung (1905 Kaiserlicher Baurat, 1911 Postbaurat, 1920 Oberpostbaurat) gewürdigt. 1924 ging er in den einstweiligen Ruhestand, arbeitete jedoch noch an dem einen oder anderen Projekt. Im Jahr 1928 wurde er offiziell pensioniert.

## Werk

### Bauten

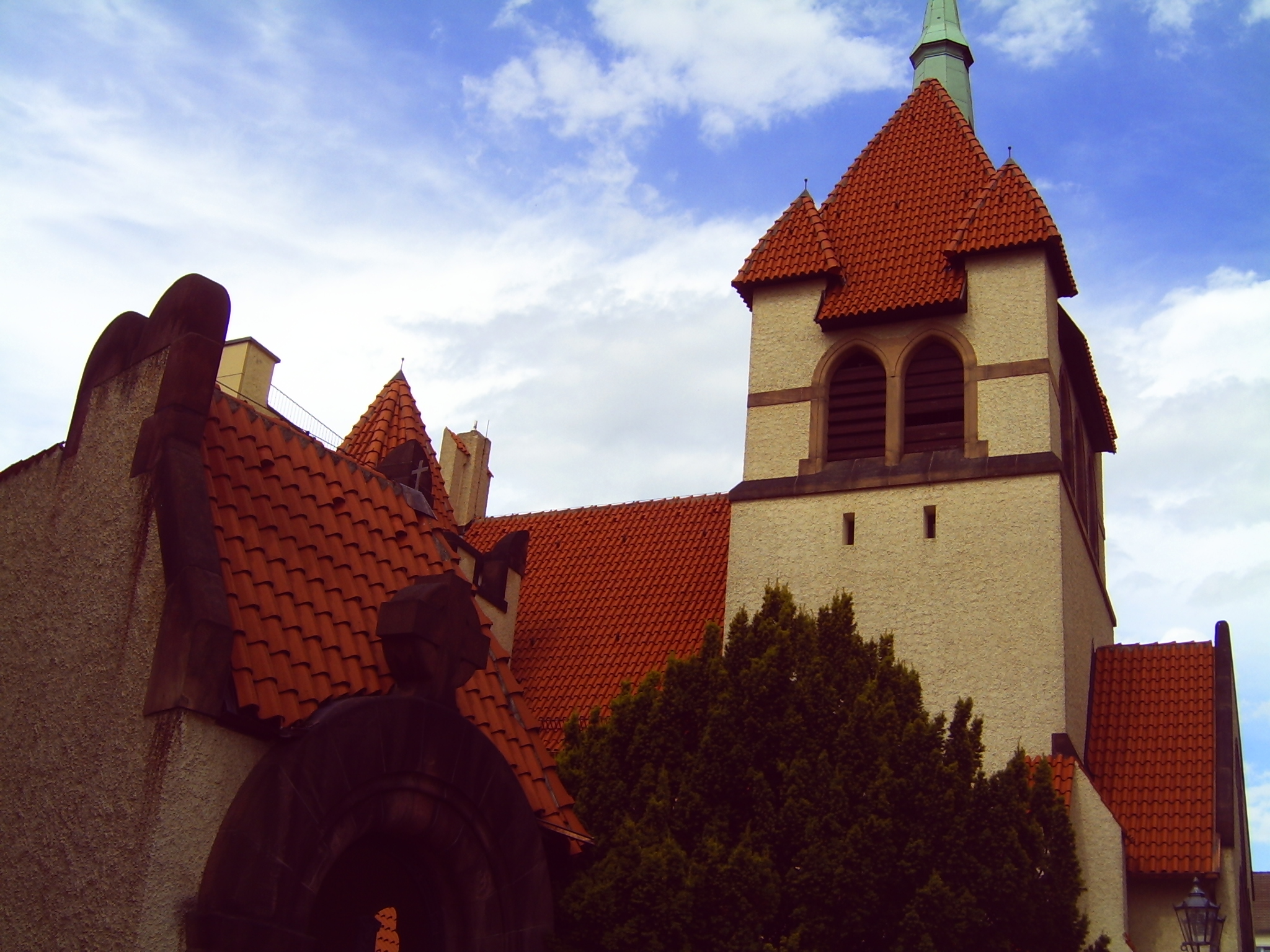
Evangelisch-lutherische Kirche des Guten Hirten in Guben (1903)

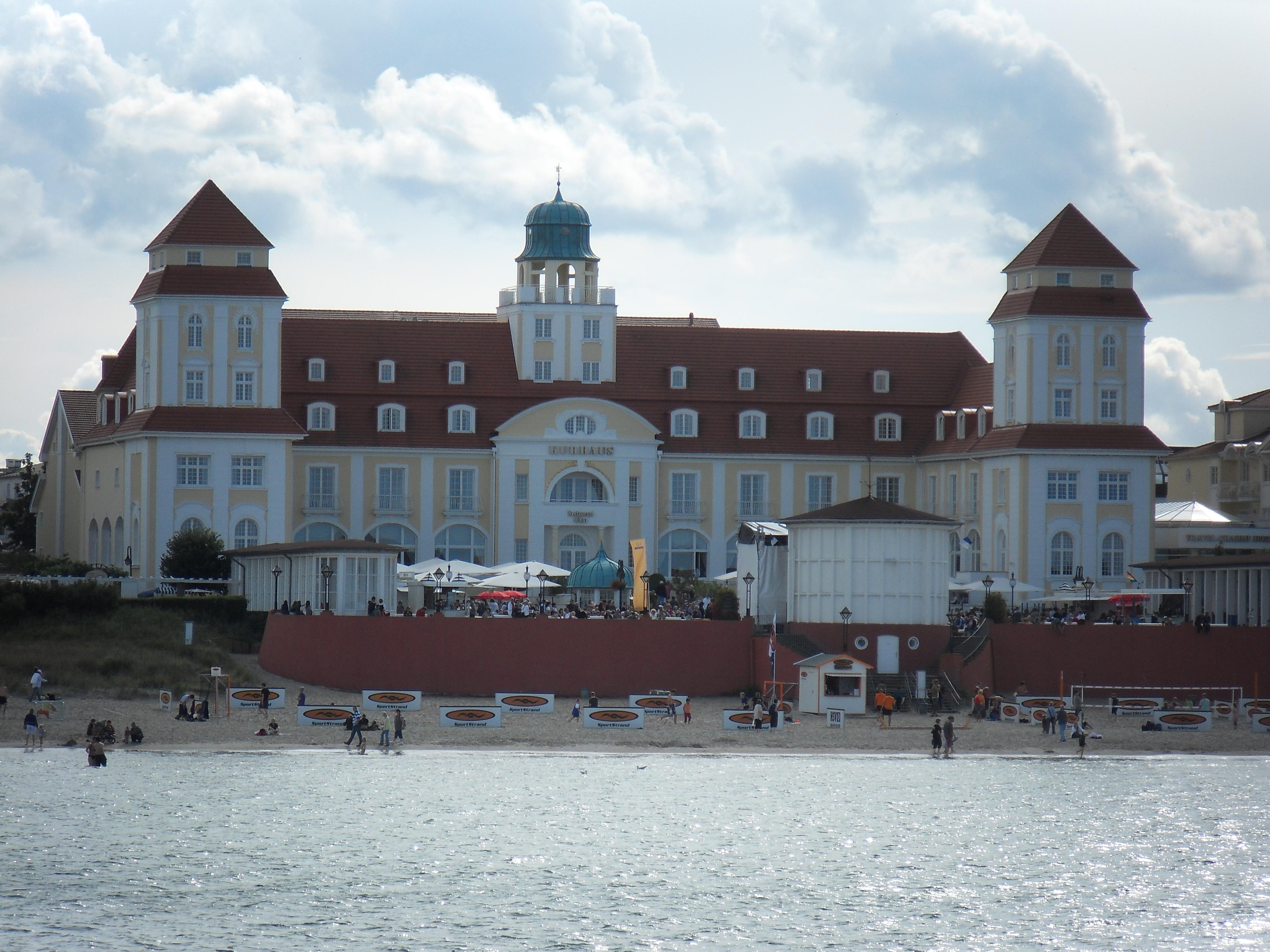
Kurhaus in Binz, Insel Rügen (1907)

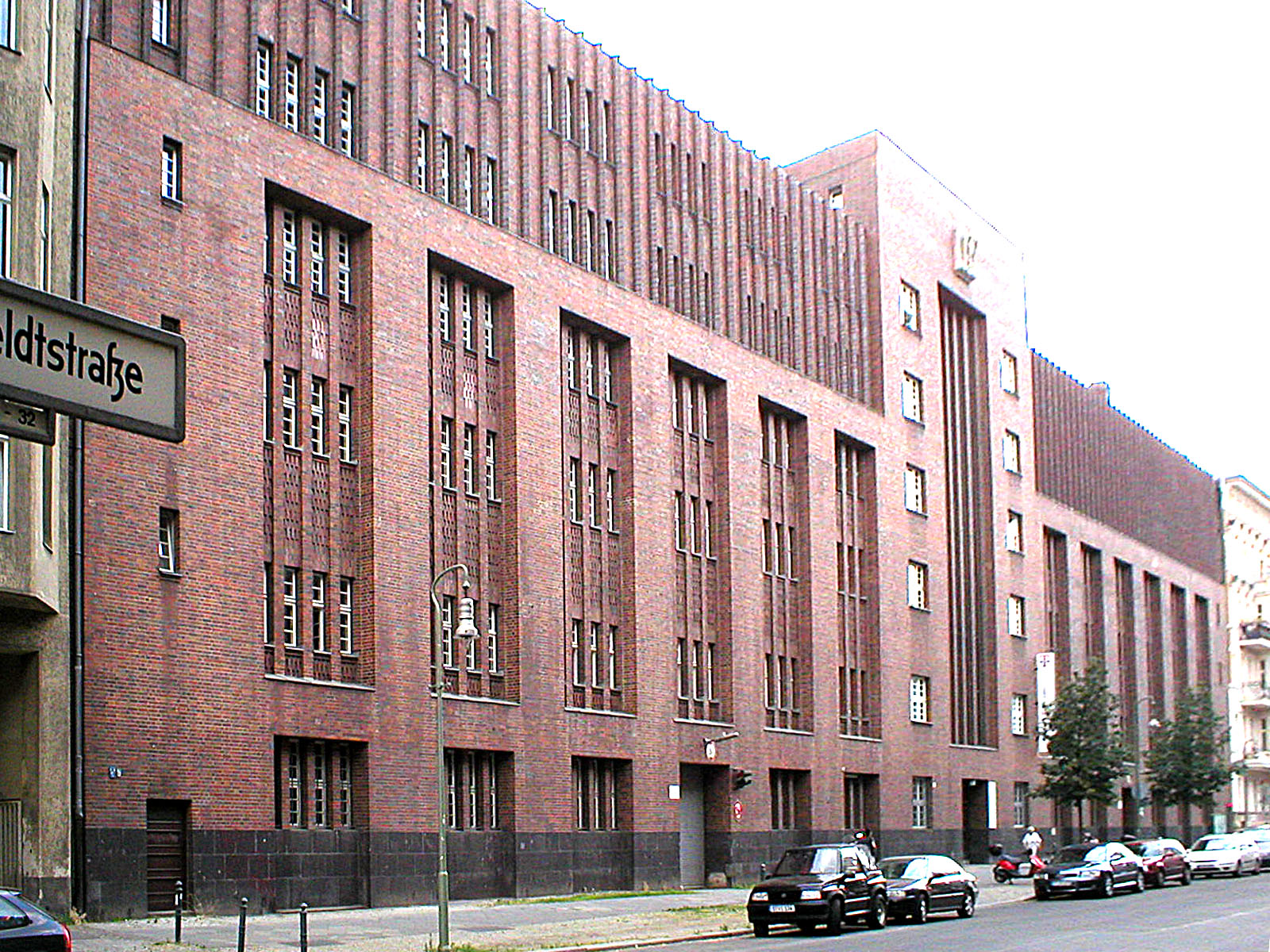
Fernamt Winterfeldtstraße in Berlin-Schöneberg (1929)

- 1894–1896: Alten- und Krankenheim Paul-Riebeck-Stift in Halle (Saale) (gestiftet von dem Industriellen Paul Riebeck; gemeinsam mit Alfred Grenander)
- 1894–1895: Wohnhaus Potsdamer Straße 22A in Berlin-Lichterfelde (gemeinsam mit Alfred Grenander)[8]
- um 1900: Umbau und Erweiterung der Villa des Unternehmers Max Wilke in Guben, Bahnhofstraße 45 (nur Torhaus erhalten; gemeinsam mit Alfred Grenander)[1][9]
- 1901–1902: eigenes Wohnhaus in Südende bei Berlin, Dahlemer Straße 2 (später Brandenburgische Straße 2; nicht erhalten)[10]
- 1901–1903, 1919: Postamt Schöneberg, 1919 Erweiterung mit dem Fernsprechamt Süd (mit Wilhelm Tuckermann und Louis Ratzeburg)[11]
- 1902–1903: Vereinshaus für den Akademischen Ruderverein in der Regattastraße 237 in Grünau (gemeinsam mit Wilhelm Loebell)[12]
- 1902–1903: Evangelisch-lutherische Kirche des Guten Hirten in Guben (Stiftung des Unternehmers Friedrich Wilke; gemeinsam mit Grenander)[13]
- 1904–1905: Lietzenburg, Wohnhaus für die Familie Oskar Kruse auf der Ostseeinsel Hiddensee[14]
- vor 1907: Doppelwohnhaus „Zum weissen Rössel“ und „Zum goldenen Fisch“ in Binz (Insel Rügen) (unter Denkmalschutz)[15]
- 1907–1908: Kurhaus in Binz (Insel Rügen)
- 1909–1912: Postamt 21 in Berlin-Moabit, Lübecker Straße 1–2 / Turmstraße 23[16]
- 1912–1913 und 1926: Telegrafenzeugamt in Berlin-Tempelhof (Verwaltungsgebäude und Werkstättengebäude I, Schätzelbergstraße 1–3; Werkstättengebäude II, Industriestraße 38–40)[17]
- 1915–1917: Postamt 42 in Berlin-Tempelhof, Tempelhofer Damm 171–173 / Theodor-Francke-Straße 10–11[18]
- 1915–1917: Postamt 332 in Dahlem bei Berlin[1]
- 1923–1929: Fernamt Berlin in Berlin-Schöneberg, Winterfeldtstraße 19–23 (in zwei Bauabschnitten; zusammen mit Kurt Kuhlow)[19]
- 1924–1925: Hedwig-Rüdiger-Haus (Ledigenheim für Postbeamtinnen der Oberpostdirektion Berlin) in Berlin-Charlottenburg, Dernburgstraße 58 (auf Initiative der Sozialreformerin und Vorsitzenden des Berliner Bezirksvereins der Deutschen Reichspost Hedwig Rüdiger)[20]

Das Vorderhaus an der Dernburgstraße wurde während des Zweiten Weltkriegs zerstört, die Fläche wurde danach enttrümmert und begrünt. Die Anlage hieß volkstümlich bald „Drachenburg“, womit sowohl der burgähnliche Bau als auch die Bewohnerinnen charakterisiert wurden.
- 1925–1926: Wohnanlage in Berlin-Steglitz, Markelstraße 31–36, Gritznerstraße 10–14, Paulsenstraße 26–28 und Treitschkestraße 22–27[22]
- eigenes Sommerhaus, Villa „Drei Rosen“ in Binz, Strandpromenade 32a (unter Denkmalschutz)[1]

### Wettbewerbsentwürfe
- 1890: Wettbewerbsentwurf für ein Pirschhaus (Jagdhaus) (Monatskonkurrenz des Architekten-Vereins zu Berlin (AVB) November 1890, 5 Blätter)[23]
- 1891: Wettbewerbsentwurf für eine „Verbesserung der Straßeninsel an der Potsdamer Brücke“ in Berlin-Tiergarten (Monatskonkurrenz des AVB Januar 1891, 3 Blätter)[23]
- 1892: Wettbewerbsentwurf für ein Volkstheater (Schinkelwettbewerb 1892, 14 Blätter)[23]
- 1894: Wettbewerbsentwurf für ein Rathaus in Bonn-Poppelsdorf (Monatskonkurrenz des AVB Juli 1894, 7 Blätter)[23]
- 1894/1895: Wettbewerbsentwurf für ein Rathaus in Stuttgart (allgemeiner Architektenwettbewerb, gemeinsam mit Alfred Grenander, prämiert mit einem von sechs Ankäufen, nicht ausgeführt)[24][23]